# Michail Sergejewitsch Kedrow

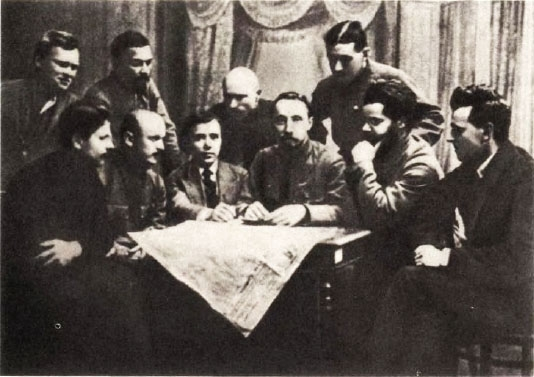
Kedrow unter den Mitgliedern der Militärischen Organisation der Bolschewiki

Michail Sergejewitsch Kedrow (russisch Михаил Сергеевич Кедров; * 12. Februarjul. / 24. Februar 1878greg. in Moskau; † 28. Oktober 1941 in Moskau) war ein sowjetischer Politiker und Tschekist.
Kedrow war aktiver Teilnehmer an den Aufständen 1905 und 1917. Im Ersten Weltkrieg war er als Militärarzt tätig. 1917 wurde er Redakteur der Zeitung Soldatskaja Prawda und Organisator bei den Zeitungen Rabotschi i Soldat und Soldat. Nach der Oktoberrevolution wurde Kedrow Kommissar für die Demobilisierung der kaiserlichen Armee. Ab März 1919 war er Vorsitzender einer Sonderabteilung der Tscheka. Nach dem Bürgerkrieg war er im Obersten Volkswirtschaftsrat tätig, beim Obersten Gericht der UdSSR, in der Staatlichen Plankommission und weiteren.
Während der Stalinschen Säuberungen wurde er verhaftet und 1941 erschossen. 1954 wurde er rehabilitiert.